# Komoot
Komoot is een online platform voor navigatie en routeplanning ten behoeve van recreatieve tochten. In 2021 had het 20 miljoen geregistreerde gebruikers. Bij het plannen van de routes kan aangegeven worden dat deze gepland wordt voor een bepaalde activiteit, zoals wandelen, toerfietsen, mountainbiken, wielrennen, hardlopen, bergwandelen.